# Lechucita

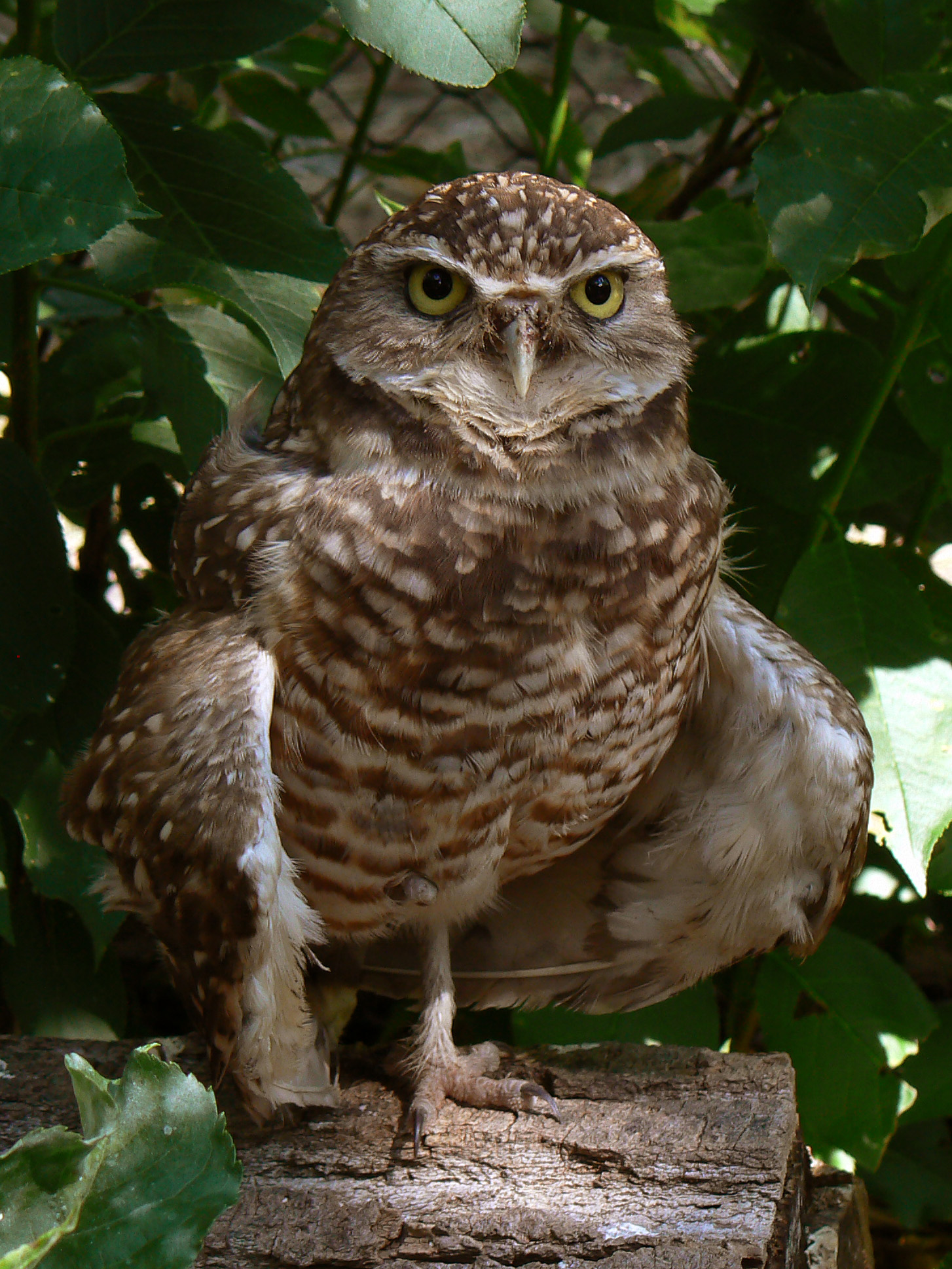
Lechucita vizcachera, Athene cunicularia.

El término lechucita es parte del nombre común de varias aves rapaces nocturnas (orden Strigiformes) de la familia Strigidae.
Las siguientes especies habitualmente tienen la palabra lechucita como parte de su nombre común, lo que incluye, por supuesto, a ejemplares adultos:
- Aegolius harrisii, lechucita canela.[1][2][3]

- Aegolius ridgwayi, lechucita parda.[4]

- Athene (Speotyto) cunicularia, lechucita vizcachera,[5][6] lechucita común.[3]

- Glaucidium peruanum, lechucita peruana.[7]

- Megascops choliba, lechucita neotropical.[4]

- Megascops clarkii, lechucita serranera.[4]

- Megascops cooperi, lechucita sabanera.[4]

- Megascops guatemalae, lechucita vermiculada.[4]

- Strix hylophila, lechucita listada.[2][6]

- Xenoglaux loweryi, lechucita bigotona.[8]